# Lucky Luke (film, 1991)
Pour les articles homonymes, voir Lucky Luke (homonymie).
Série
Lucky Luke, la série télévisée (1992)
Pour plus de détails, voir Fiche technique et Distribution.
Lucky Luke est un film américano-italien de western réalisé par Terence Hill, sorti en 1991, et adapté de la bande dessinée belge Lucky Luke, plus particulièrement de l'histoire Daisy Town, qui avait été utilisée pour la première fois en dessin animé en 1971.

## Synopsis
Lucky Luke, le tireur le plus rapide de l'Ouest, arrive dans la petite ville de Daisy Town où les hors la loi règnent sans partage. Il devient shérif et met rapidement de l'ordre dans la ville mais c'est sans compter l'arrivée des frères Dalton.

## Fiche technique
- Titre : Lucky Luke
- Réalisation : Terence Hill
- Scénario : Lori Hill
- Décors : Piero Filippone
- Costumes : Vera Marzot
- Photographie : Carlo Tafani
- Cascades : Bertrand Scheidt
- Montage : Eugene Alabiso
- Musique : Aaron Schroeder
- Production : Lucio Bompani
- Société de production : Paloma Films, U.S.A. Reteitalia, Italie
- Langue : anglais
- Pays de production : États-Unis, Italie
- Genre : western, comédie
- Format : Couleur - 35 mm
- Durée : 101 minutes
- Date de sortie : France : 18 décembre 1991

## Distribution
- Terence Hill (VF : Dominique Paturel) : Lucky Luke
- Ron Carey (VF : Jacques Dynam) : Joe Dalton
- Bo Gray (VF : José Luccioni) : Jack Dalton
- Dominic Barto (VF : Gérard Hernandez) : William Dalton
- Fritz Sperberg (VF : Patrick Préjean) : Averell Dalton
- Nancy Morgan (VF : Maïk Darah) : Lotta Legs
- Roger Miller (VF : Jean Amadou) : le narrateur / la voix de Jolly Jumper
- Arsenio "Sonny" Trinidad (VF : Roger Lumont) : Ming Li Fu
- Neil Summers (VF : Bernard Lanneau) : Virgil, le shérif adjoint
- Mark Hardwick (VF : Jean-Pierre Leroux) : Hank, le barman et pianiste de l'orchestre
- Buff Douthitt (VF : William Sabatier) : le maire
- Jack Caffrey (VF : Philippe Dumat) : Bowler
- Phil Tracy Delgado (VF : Henri Labussière) : le chercheur d'or
- Dave Thomas (VF : Régis Ivanov) : le chef « Chien de prairie »
- Fredrick Lopez (VF : Jean Barney) : « Coyote fou »
- Carl Allrunner Vicenti (VF : Jean-Louis Maury) : « Aigle malade »
- William P. Yazzie (VF : Hervé Jolly) : « Serpent dans l'herbe »

### Autour du film
On trouve des séquences du film Koyaanisqatsi dans la scène avec les Indiens.